# Le Livre des chants nouveaux de Vaudevire
Le Livre des chants nouveaux de Vaudevire ou plus simplement Vaudevire (Vaudevire est parfois écrit Vaux-de-Vire) est un recueil de poésie et chants paillards du Val-de-Vire, écrit entre le milieu du XVe siècle et le début du XVIIe siècle, en moyen français, par les Normands Olivier Basselin et Jean Le Houx. La paternité de ces œuvres entre ces deux auteurs a soulevé des controverses lorsque le genre du Vaudeville auquel il a donné le nom est apparu.
On trouve aujourd'hui plusieurs rééditions du XIXe siècle.
On y parle notamment de la révolte des fouleurs, également appelés pieds bleus travaillant dans les moulins à eau à la teinture des vêtements.

## Extrait
| Voyant en ces vallons virois, Des moulins fouleurs la ruine Ou nos chants prindrent origine Regrettant leur temps ie disois Ou sont ces moulins ô vallons Source de nos champs biberons, Le traficq de nos pères vieux Estoit iadis en drapperie Le bon Basselin lors en vie Se resiouyssoit avec eux, Ou sont ces moulins, ô vallons, Source de nos champs biberons. Aux moulins qui fouloyent leurs draps Sur ceste riuière iolie, Beuuoient d'autant par drolerye Sildre qui valloit hypocras. Ou sont ces moulins ô vallons Source de nos champs biberons Basselin faisoit les chansons Qui de là sont dits vau-deuires, Et leur apprenoit à les dire En mille gentilles façons Où sont ces moulins ô vallons Source de nos champs biberons. Or bien le bon-temps est passé De toutes choses vne pose Ua dans mon corps & t'y repose. Benoist soit il qui ta versé, Bon vin, si nous ne t'avallons, Se pendant nos champs biberons. |

Jean Le Houx